# Борисівська сільська рада (Глобинський район)
Борисівська сільська рада — колишній орган місцевого самоврядування у Глобинському районі Полтавської області з центром у селі Бориси. Населення сільської ради на 1 січня 2011 року становить – 482 осіб. Окрім Борисів інших населених пунктів раді непідпорядковано.

## Географія
Борисівська сільська рада межує з Пирогівською, Пронозівською, Опришківською сільськими радами, Градизькою селищною радою.
Площа сільської ради - 2924,80 га, 2651,26 га - сільськогосподарські угіддя, 46,10 га - водосховище, 46,30 га - лісовкриті площі, 53,79 га землі запасу, 153,10 га землі резервного фонду.
Борисівська сільська рада розташована в лісостеповій зоні, ґрунти переважно чорноземні. Село розташоване на відділі 4 км від траси Хорол-Кременчук.
На території села знаходиться п’ять ставків.

## Історія
У 1856 році була відкрита перша церква, а в 1864 році: церковно-приходська школа.
Станом на 1 січня 1910 року в с. Бориси було 231 господарство. Після об’єднання з кріпацьким хутором «Коденцівкою» в селі налічувалось 1330 чоловік населення, які мали 1497 десятин земельних угідь.
У 1935 році на території села було створено три колгоспи: «Червоний партизан», ім. Леніна, «Ворошилова», на базі яких після війни був створений колгосп ім. Ілліча.

## Населення
Населення сільської ради на 1 січня 2011 року становить – 482 осіб і 228 дворів.
- 2001 — 608
- 2011 — 482, 228 дворів

## Влада
- Сільські голови:
  - Спориш Юрій Григорович[1]

31.10.2010 - зараз
26.03.2006 - 31.10.2010

- Секретар сільської ради - Борисенко Таміла Яківна, (33-5-90)[1]
- Загальний склад ради - 14[1]:
  1. депутатів сільської ради
  2. Безштанько Людмила Михайлівна
  3. Борисенко Таміла Яківна
  4. Давиденко Петро Миколайович
  5. Демченко Андрій Григорович
  6. Качмар Олександр Вікторович
  7. Клімович Андрій Михайлович
  8. Копил Олексій Олександрович
  9. Курбаков Олег Анатолійович
  10. Подкич Олена Миколаївна
  11. Ремез Валентин Євгенійович
  12. Ремез Євген Іванович
  13. Серпокрил Микола Анатолійович
  14. Ситников Сергій Миколайович
  15. Худієнко Ганна Олексіївна

## Економіка
Виробнича спеціалізація підприємств розташованих на території Борисівської сільської ради: вирощування зернових, зернобобових та технічних культур:
| №  | Назва підприємства | П.І.Б. керівника  | Вид діяльності  |        |
| -- | ------------------ | ----------------- | --------------- | ------ |
| 1  | СФГ «Зеніт»        | Подкич В.В.       | С-г виробництво | 384,26 |
| 2  | СФГ «Велес»        | Безштанько В.М.   | С-г виробництво | 244,72 |
| 3  | ФГ «Бориси»        | Ремез B.C.        | С-г виробництво | 51,99  |
| 4  | ТОВ «ЛАН- АГРО»    | Писанка О.І.      | С-г виробництво | 660,10 |
| 5  | СФГ «Верест»       | Голобородько С.І. | С-г виробництво | 195,73 |
| 6  | СФГ «Берегиня»     | Мисяк М.Ю.        | С-г виробництво | 50,70  |
| 7  | СФГ «Агат»         | Давиденко П.М     | С-г виробництво | 15,20  |
| 8  | СФГ «Квант»        | Старченко М.Г.    | С-г виробництво | 4,20   |
| 9  | ФГ «Іва»           | Підцерковний В.А. | С-г виробництво | 45,90  |
| 10 | ФГ «Світовид»      | Безштанько О.В.   | С-Г виробництво | 76,30  |
| 11 | ФГ «Михайлик»      | Михайлик О.В.     | С-г виробництво | 54,80  |
| 12 | одноосібники       | 93 чол.           |                 | 391,75 |

## Інфраструктура
На території сельської ради діють:
- поштове відділення зв’язку
- фельдшерсько-акушерський пункт
- Борисівська сільська бібліотека, завідувачка - Мельник Лариса Леонідівна
- два магазини
- баня

## Спорт
Є футбольна команда, яка утримується фермерським господарством «Зеніт» голова Подкич В.В.

## Пам’ятники
На центральній площі знаходиться пам’ятник Герою Радянського Союзу Борисенку В. П., який загинув у роки Другої Світової війни 1945 року в боях за Будапешт.

## Особистості
Серед випускників Борисівської школи є 34 офіцери, 56 учителів, 24 агрономи і зоотехніки, 19 інженерів, 17 медичних працівників, 11 залізничників, сотні механізаторів, водіїв, свинарок, доярок та  інших працівників.
- Байсара Андрій Тимофійович — генерал-лейтенант
- Кислий Микола Дмитрович - доктор медичних наук, професор Московського університету Дружби народів
- Тарасенко Володимир Олександрович — український поет
- Бідаш Юрій Іванович - кандидата сільськогосподарських наук, завідувач лаболаторії технічних наук Устимівської дослідної станції